# Arisa (cantant)
Rosalba Pippa, més coneguda com a Arisa (Gènova, 20 d'agost de 1982) és una cantant i actriu italiana.
Després d'haver guanyat el concurs SanremoLab el 2008, conegué la fama arran de la seva participació en el 59º Festival de Sanremo l'any següent amb la cançó "Sincerità", acabant primera en la categoria "Noves Propostes".
Després va continuar la seva carrera participant al Festival de la cançó de Sanremo, en la categoria "Campions", sis vegades: el 2010 amb Malamorenò (9è lloc), el 2012 ocupant el segon lloc amb La notte, guanyador d'un Sanremo Hit Award com el més venut, senzill de Sanremo d'aquella edició, el 2014 guanyant amb Controvento, el 2016 amb Guardando il cielo (10è lloc), el 2019 amb I feel good (8è lloc) i el 2021 amb Potevi fare di più  (10è lloc). També ha obtingut diversos premis, com ara un Assomusica Award i un "Mia Martini" Critics Award al Festival de Sanremo 2009, un Premi Sala de Premsa al Festival de Sanremo 2012, dos Wind Music Awards, un Venice Music Awards, un Lunezia Award i un TV Award - Television Direction Award, així com una nominació al Premi Amnistia Italia i dos a la Cinta de Plata en la categoria de millor cançó original, respectivament el 2017 per Ho perso il mio amore i el 2018 per Ho cambiato i piani..
Des de l'any 2010 inicia la seva activitat televisiva, com a presència permanent al programa de televisió "Victor Victoria - Niente è come sembra" i com a jutge de la cinquena, sisena i desena edició italiana del talent "show X Factor", i des de 2011 posa en marxa. la seva carrera cinematogràfica, debutant com a actriu i com a actriu de veu. El 2015, en canvi, va ser copresentadora de la 65a edició del Festival de Sanremo. L'any 2021 va guanyar la setzena edició del programa "Ballando con le stelle" en parella amb el ballarí Vito Coppola.

## Biografia
Primers anys
Nascuda a Gènova a l'hospital Gaslini, Va créixer a Pignola municipi d'origen de la família a pocs quilòmetres de Potenza. Va créixer a Pignola, regió d'origen de la família a pocs quilòmetres de Potenza.
El nom artístic és l'acrònim dels noms de tots els membres de la seva família (la A deriva del nom del seu pare Antonio, la R del seu propi nom Rosalba, la I i la S dels noms de les seves germanes Isabella), i Sabrina i la A final del nom de la seva mare Assunta), és als 4 anys que participa en el primer concurs de cant amb Fatti sent dalla mamma de Gianni Morandi. Mirant els vídeos a Internet, l'Arisa estudia els llavis dels cantants i compara les interpretacions dels discos amb les del concert. Les seves primeres influències musicals són Mariah Carey i Céline Dion: repetint les seves cançons aprèn a utilitzar el diafragma i els automatismes per a l'emissió de la respiració.
Llicenciada a l'institut pedagògic, exerceix diverses feines com a cambrera, cantant de piano bar, cangur, perruqueria, netejadora i esteticista fins unes setmanes abans del seu debut a Sanremo. Els primers passos en el món musical es remunten al 1998 com a guanyadora del concurs de cant "Pino d'oro" a Pignola organitzat per l'Associació Cultural "Il focolare", i al 1999, quan va guanyar el Premi Cantavallo a Teggiano (Salerno). Posteriorment, l'any 2007, va guanyar una beca com a intèrpret al Centre Europeu Toscolano (CET) de Mogol.

## Sinceritài Festival de Sanremo 2009

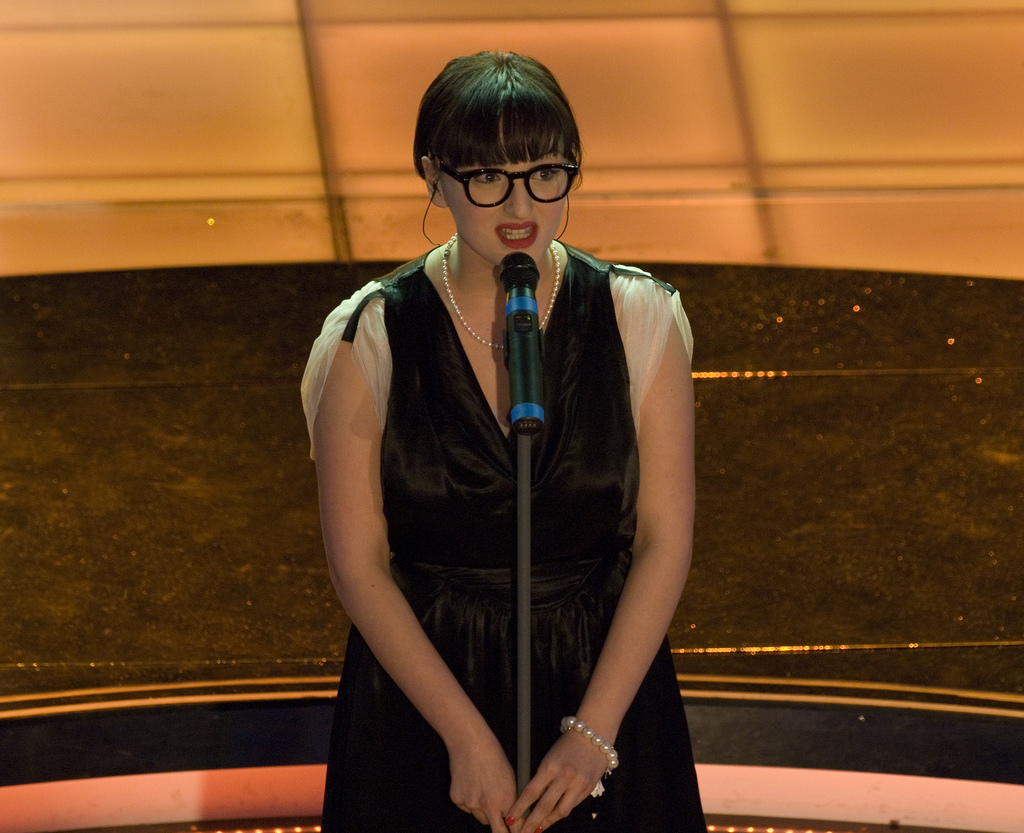
Arisa al Festival de Sanremo 2009

El desembre de 2008, juntament amb Simona Molinari, va ser la guanyadora del concurs de cant "SanremoLab", que li va permetre ser admesa de dret al 59è Festival de Sanremo en la categoria de Propostes. En aquella ocasió va presentar la peça Sincerità composta per Giuseppe Anastasi, Maurizio Filardo i Giuseppe Mangiaracina, ocupant el primer lloc i guanyant així la categoria. Fins i tot abans de la final, la mateixa cançó estava a la part superior de la llista d'"iTunes". La tarda del 19 de febrer es va interpretar la peça amb l'acompanyament de Lelio Luttazzi. El cantant de la mateixa edició del Festival també va guanyar el Premi Assomusica Casa Sanremo amb la següent motivació:
| « | «La cançó Sincerità s'enriqueix amb el personatge Arisa que va ser capaç de crear una relació immediata amb el públic. En l'actuació amb el mestre Luttazzi, Arisa ha demostrat que sap caminar per l'escenari amb senzillesa i familiaritat, adaptant-se perfectament a l'ambient de l'arranjament swing de la cançó". | » |

També va guanyar el Premi de la Crítica del Festival de la cançó italiana "Mia Martini".
Immediatament després, la cantant va viure un moment de gran popularitat gràcies a la cançó de Sanremo, (en una emissió televisiva la poeta Alda Merini recita el text de Sinceritat) que va aconseguir un gran èxit comercial, mantenint-se en el primer lloc del rànquing italià durant sis setmanes consecutives. Simultàniament al senzill, el 20 de febrer també es va publicar l'àlbum homònim, també produït per Giuseppe Mangiaracina i Maurizio Filardo, Sincerità, que conté deu cançons, que va arribar a la cinquena posició de la llista. La seva mirada també va provocar un enrenou particular, amb unes ulleres grans de montura negra i un llapis de llavis vermell fort als llavis. El disc i els senzills relatius (posteriorment Io sono i Te lo volevo dire, van ser llançats, però no van tenir l'èxit de la cançó de debut) van ser publicats pel segell discogràfic "Warner Music Italy".
El 16 de maig va pujar a l'escenari de la quarta edició dels Premis TRL, celebrats a la "Piazza Unità d'Italia" a Trieste, mentre que el 6 de juny va actuar a l'Arena di Verona, amb motiu dels Premis de la "Wind Music Awards 2009", sent guardonada. per l'associació de discogràfiques com a jove revelació de l'any. Unes setmanes més tard va interpretar la cançó Piccola rosa al programa "Una voce per Padre Pio", anunciant el llançament del senzill Te lo volevo dire, que juntament amb Io sono van promocionar el disc, tot i no haver trobat l'èxit del senzill debut. El 21 del mateix mes va participar al concert "Amiche per l'Abruzzo", organitzat per Laura Pausini, juntament amb altres quaranta cantants italians a l'estadi Estadi Giuseppe Meazza de Milà, un acte benèfic a favor de les víctimes del terratrèmol de la L'Aquila de 2009. El setembre va participar en l'acte d'inauguració del curs escolar "Tutti a scuola 2009" al Palau del Quirinal, mentre que l'11 d'octubre va ser convidada del "Checco Zalone Show", programa de televisió conduït pels humoristes Checco Zalone i Teresa Mannino.

## Malamorenò
El febrer de 2010 va tornar als escenaris del Teatre Ariston per participar al Festival de Sanremo a la secció "Artistes" presentant la cançó Malamorenò, cançó escrita per Giuseppe Anastasi, company de la cantant que ja havia editat la lletra de l'anterior disc, i va cantar amb l'ajuda de la Sorelle Marinetti, un trio de drag queens que van col·laborar en els cors de la cançó. La cançó, que va arribar a la darrera vetllada del festival i va ocupar la novena posició, està continguda en el segon disc d'Arisa, també titulat Malamorenò, produït de nou per Maurizio Filardo i Giuseppe Mangiaracina i llançat el 19 de febrer de nou per Warner Music Italy, a la qual també ha col·laborat Arisa en les lletres de diversos passatges. Al vespre dels duets va interpretar el tema de Sanremo juntament amb la "Lino Patruno Jazz Band", dirigida pel cabaretista Lino Patruno.
Paral·lelament al llançament del nou àlbum, es va presentar amb un aspecte renovat, subratllat pels cabells arrissats i unes grans ulleres rodones dissenyades per ella mateixa.
El senzill, llançat el 17 de febrer, està certificat platí per més de 30.000 còpies venudes i també va tenir un bon èxit a les llistes, arribant al 4t. lloc mentre que l'àlbum va assolir el 23. lloc A continuació, la promoció va continuar amb l'emissió per ràdio, a partir del 23 d'abril, del segon senzill Pace, també compost per Giuseppe Anastasi i amb el qual l'artista va ser nominada al Premi Mogol.
El 8 de maig va actuar al "Porto Antico" de Gènova amb motiu de la cinquena edició dels Premis TRL, rebent una nominació a la categoria de Best Look. Més tard la cantant marxarà a una nova gira d'estiu. L'any 2010, dins de l'acte "Gran Galà Pucciniano", va ser la guanyadora del premi "Teatro nella Musica". També el 2010, la cantant es va unir al repartiment femení del programa de LA7 "Victor Victoria - Nothing is as semble", juntament amb la presentadora Victoria Cabello, l'escriptora Melissa Panarello i l'humorista Geppi Cucciari. En aquesta ocasió, l'artista va abandonar els seus aspectes de dibuixos animats, oferint al públic una imatge més neta, substituint les ulleres per lents de contacte i eliminant el maquillatge excessiu i la roba d'estil retro.
El juliol de 2010 va participar al festival de música dedicat a la història de la música napolitana "Napoli prima e dopo" amb la cançó Chella llà.
Va tornar als escenaris del Festival de Sanremo l'any 2011 durant la vetllada anomenada "Born to unite", dedicada al 150è aniversari de la Unificació d'Itàlia, duet per a l'ocasió amb Max Pezzali a la coneguda cançó Mamma mia give me a cent lire. També l'any 2011 va participar com a jurat de la cinquena edició d'X Factor juntament amb Morgan, Elio i Simona Ventura, portant a un artista de la seva categoria, el dels Over, al debut discogràfic amb un inèdit i tercer lloc de la general del Talent. Més tard també va debutar al cinema interpretant el paper de Chiara a la pel·lícula dirigida per Ricky Tognazzi "Tutta colpa della musica"; la pel·lícula, que també comptava amb Stefania Sandrelli, Marco Messeri, Elena Sofia Ricci, Monica Scattini, Debora Villa i el mateix Tognazzi, es va presentar a la 68a Mostra Internacional de Cinema de Venècia i es va distribuir a tots els cinemes italians a partir del 9 de setembre de 2011. El mateix any va llançar el single L'amor sei tu, escrit amb Naïf Hérin, per a la banda sonora de la pel·lícula La peggior settimana della mia vita d'Alessandro Genovesi, en què el mateix cantant actua al costat de Fabio De Luigi, Cristiana Capotondi, Andrea Mingardi i Alessandro Siani.
El 15 de setembre de 2011 l'artista va presentar l'últim concert de la gira "Up Patriots to Arms" de Franco Battiato a l'Estadi Olímpic Grande Torino, actuant només amb l'acompanyament del pianista Giuseppe Barbera.
El 26 de desembre de 2011 es va posar a disposició el primer EP de la cantant titulat Arisa per Natale del qual, el 6 de gener de 2012, es va extreure el senzill Il tempo che verrà, que porta la signatura de la cantant juntament amb la d'Anastasi, i Barbera.

## Festival de Sanremo 2012 i Amami

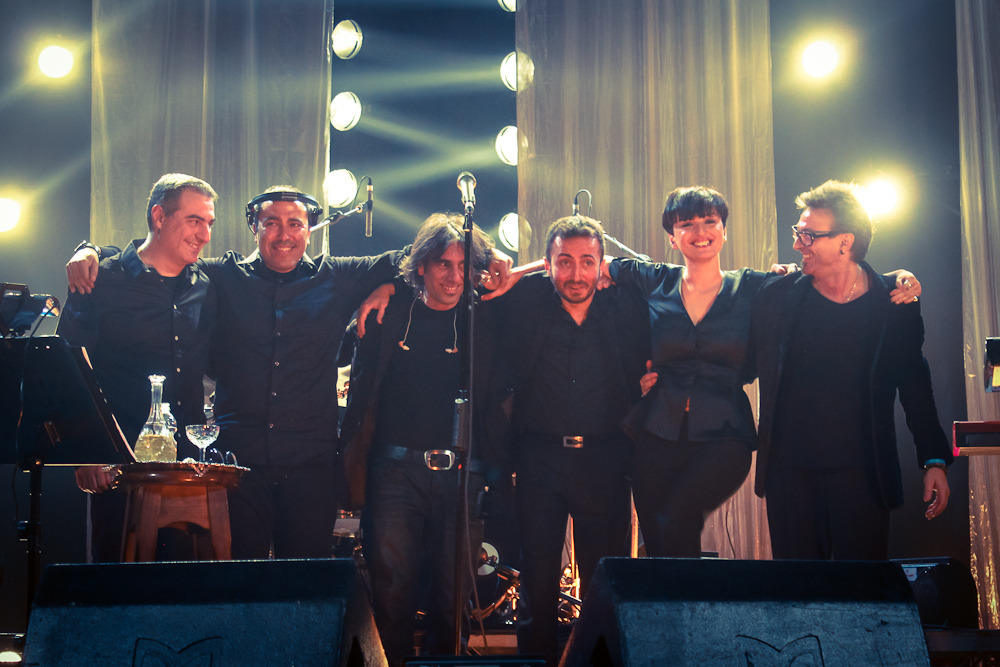
Arisa i la seva band durant l'Amami Tour 2012

L'any 2012 Arisa va participar en la 62a edició del Festival de Sanremo, acabant en segona posició darrere d'Emma, amb la cançó La notte, escrita per Giuseppe Anastasi, anticipant-se així a la sortida del tercer disc Amami arranjat i produït artísticament per Mauro Pagani. El tercer vespre de l'acte, el dedicat a Itàlia al món, va actuar a duet amb José Feliciano en una versió de la famosa peça Che Sara. Al vespre dels duets va interpretar la cançó competint amb Mauro Ermanno Giovanardi.
Després del festival, les vendes d'àlbums i senzills van arribar a la sisena i primera posició de les llistes italianes, respectivament. Tot i que va ser escrit gairebé íntegrament pel seu autor històric Giuseppe Anastasi, amb la incorporació de dos temes escrits íntegrament per la mateixa Arisa, l'àlbum va marcar un punt d'inflexió en la carrera de la cantant, passant de la lleugeresa dels dos primers discos a tons més íntims havent com a tema que porta l'amor. La notte va ser certificat com a disc multiplatí per la FIMI per haver venut més de 120.000 còpies, el que el va convertir en el cinquè senzill amb més èxit de l'any a Itàlia, així com la posició més alta aconseguida per una solista italiana.
El segon senzill de l'àlbum va ser L'amore è un'altra cosa, llançat el 4 de maig de 2012 i certificat or exactament quatre mesos després per més de 15.000 còpies venudes. També el maig de 2012 va ser escollida com a cantant d'"Il Canto degli Italiani" abans de la final de la Copa Italiana 2011-2012 celebrada a l'Estadi Olímpic de Roma. El juny del mateix any Amami va assolir la fita de les 30.000 còpies venudes, sent certificat or per la FIMI.
El mateix any Arnoldo Mondadori Editore va publicar la seva primera novel·la Il paradiso è non granché (la història d'una melodia enganxosa). Va ser reconfirmada al maig com a jutge de la sisena edició d'X Factor, celebrada del 20 de setembre al 7 de desembre de 2012, juntament amb la resta del jurat de l'edició anterior, liderant la categoria "Grups", però sense poder aportar cap dels seus cantants en definitiva, però en el context d'aquesta experiència televisiva va descobrir el duet de la Donatella, a qui és Arisa qui confia el nom. El juliol de 2012 va rebre, a Marina di Carrara, el Premi Lunezia de Sanremo - Big - pel valor musical-literari de la cançó La notte.
El 26 d'octubre de 2012 es va estrenar el senzill Meraviglioso amore mio, escrit per Giuseppe Anastasi i inclòs a la banda sonora original de la pel·lícula de Fausto Brizzi, Paz di me (2013), mentre que el 20 de novembre de 2012 el primer disc en directe de la cantant, titulat Amami Tour i que conté els èxits d'Arisa gravats en directe i algunes versions famoses, així com dues cançons inèdites, entre les quals l'esmentat Meraviglioso amore mio.
A partir del 22 de novembre es va estrenar als cinemes italians la pel·lícula d'animació Un mostro a Parigi  de Bibo Bergeron, que va representar el debut d'Arisa com a actriu de veu, després d'haver prestat la seva veu al personatge de Lucille.
El 24 de setembre de 2013 es va publicar l'àlbum Niente di personal del discjòquei Big Fish que contenia la cançó Luce Sara, que va suposar el primer enregistrament de la cantant en col·laboració amb un altre artista. En el mateix període, a partir del 10 d'octubre, es va estrenar als cinemes italians la pel·lícula d'animació Cattivissimo me 2 de Pierre Coffin i Chris Renaud, en la qual Arisa va tornar a treballar com a actriu de veu, després d'haver cedit la seva veu al personatge femení Lucy.
El 7 de desembre del mateix any, la cantant va participar en la vint-i-una edició del Concert de Nadal en què també va tenir l'oportunitat de fer duet amb Patti Smith sobre les notes de People Have the Power, la famosa cançó de la cantant-compositor nord-americana.

## Festival de Sanremo 2014 i Se vedo te

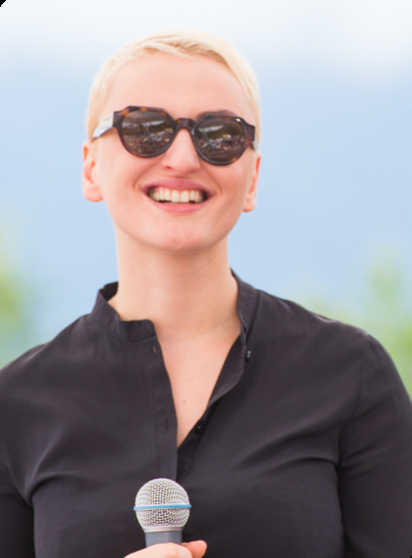
Arisa en concert a Montjovet el 13 de juliol de 2014 durant una etapa del SeVedoTeTour

A principis del 2014, Arisa va participar al Festival de Sanremo amb les cançons Lentamente (il primo che passa) (escrita per Cristina Donà i Saverio Lanza) i Controvento (escrit per Giuseppe Anastasi); Durant la vetllada dedicada a les portades dels més grans artistes italians, anomenada Sanremo Club, l'artista va reinterpretar el Cuccurucucù de Franco Battiato flanquejat pel grup danès d'indie rock WhoMadeWho, llançat com a senzill el 22 de febrer. Aleshores es va situar en primer lloc al rànquing final del festival amb la cançó Controvento, guanyant la 64a edició del Festival.
Els dos músics inèdits de Sanremo van anticipar el quart àlbum d'estudi de la cantant, titulat Se vedo te, produït per Carlo Ubaldo Rossi, Saverio Lanza i Giuseppe Barbera i publicat el 20 de febrer. Controvento, llançat com a senzill un dia abans de l'àlbum, va debutar al capdavant dels "Top Singles", i més tard va ser certificat platí per la FIMI per més de 30.000 còpies venudes. La gira de suport a Se vedo te està previst que comenci a l'abril.
A principis d'aquest any, la cantant va prestar la seva veu al personatge Gloria de la pel·lícula d'animació Barry, Gloria e i Disco Worms. El 25 d'abril es va llançar la cançó Quante parole che non dice, composta per la mateixa cantant amb Antonio Di Martino, com a segon senzill de l'àlbum. Durant el mateix període, el cantant va col·laborar amb el grup de música pop-rap Club Dogo en la cançó Fragili, llançada com a senzill el 25 de juliol de 2014 i continguda a l'àlbum del trio, Non siamo più quelli di Mi fist. Aquest senzill també va arribar al número 1 dels millors singles, i va ser certificat platí per la FIMI per més de 30.000 còpies venudes.
El 3 de juny l'artista va ser una de les protagonistes dels Premis de la Música 2014, que van tenir lloc al Foro Italico de Roma, mentre que els dies 28 i 29 de juny va actuar a la "Piazza del Popolo", amb motiu del Festival d'Estiu 2014, presentant la cançó La cosa più importante, escrita conjuntament pel cantant i Christian Lavoro i publicada el 27 de juny com a tercer senzill de l'àlbum. El 30 d'agost, al Teatre Lucio Dalla de Milo, duet amb Franco Battiato sobre les notes dE ti vengo a ricerca, durant l'acte musical Souls Sal, organitzat pel cantautor sicilià en memòria de Fabrizio De André. El 23 de setembre la cantant va participar, com a convidada, al concert "Hip Hop TV Birthday 2014", celebrat al "Mediolanum Forum" d'Assago, on va acompanyar els Dogo Clubs en l'actuació de Fragili.
El 13 de gener de 2015 Carlo Conti, amb motiu de la roda de premsa al Casino de Sanremo, va escollir Arisa com a copresentadora del Festival de Sanremo 2015, juntament amb Emma Marrone i l'actriu Rocío Muñoz Morales.
El 9 de febrer del mateix any es troba entre els artistes retratats pel fotògraf Giovanni Gastel per a la revista Rolling Stone Italia en el número titulat: "Les 100 cares de la música italiana", que recull les cares més influents de l'escena musical italiana. El 12 de març s'estrena als cinemes italians la pel·lícula de Walt Disney Cinderella de Kenneth Branagh, per a la qual Arisa va col·laborar en la creació de la banda sonora italiana enregistrant la cançó Liberi interpretada originalment per Sonna Rele i llançada com a senzill l'endemà.
Va tornar a aparèixer a la televisió com a presentadora especial de la tercera edició de "The Voice of Italy", ajudant a Noemi durant la fase de Batalles, emesa els dies 1 i 8 d'abril, mentre que el 9 de novembre de 2015 es va emetre el reality Monte, en què la cantant va participar com a competidor, sent eliminada durant el primer episodi.

## Mirant el cel i la veu - The Best Of

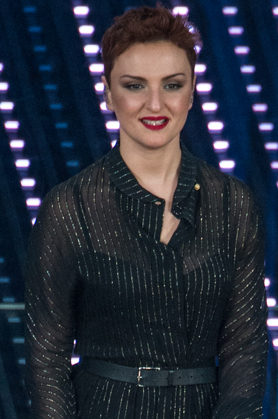
Arisa al Festival de Sanremo 2016

El 13 de desembre de 2015 es va anunciar la participació d'Arisa a la 66a edició del Festival de Sanremo a la secció "Champions" amb la cançó Guardando il cielo, signada per Giuseppe Anastasi amb la qual el cantant va quedar en el desè lloc. A la vetllada dedicada a les versions dels més grans artistes italians, la cantant va decidir retre homenatge a Rita Pavone escollint la cançó Cuore, de la qual va gravar un enregistrament que més tard s'inclourà en el seu proper disc.
El senzill de Sanremo, que va entrar en rotació de ràdio el 10 de febrer de 2016, va ser certificat or per la FIMI per més de 25.000 còpies venudes. El llançament del senzill també va avançar dos dies el llançament del cinquè àlbum d'estudi de la cantant, produït per Nicolò Fragile i Giuseppe Barbera i també titulat Guardando il cielo.
El 24 de febrer es va anunciar la seva candidatura al Premi Amnistia Itàlia, amb motiu de la 20a edició del festival "Voci per la libertà - Una canzone per Amnesty,", pel valor literari de la cançó Gaia, també escrita per Giuseppe Anastasi i continguda a l'últim àlbum d'Arisa.
El 27 d'abril va ser el torn del segon senzill Voce, que torna a veure la signatura de Giuseppe Anastasi i presentat en una nova versió en suport a la Fundació Francesca Rava, que va anar acompanyat d'un videoclip rodat a Haití.
L'11 de març es va publicar La forza di dire sì del cantautor italià Ron, l'àlbum dirigit a un projecte de recaptació de fons a favor d'AISLA, associació que s'ocupa de la investigació contra l'esclerosi lateral amiotròfica, també compta amb la participació d'Arisa amb la qual la cantautora va fer duet, a la peça Piazza Grande, interpretada originalment per Lucio Dalla.
L'11 de maig es va anunciar el seu retorn com a jutge a la desena edició del "talent show de X Factor" al costat de Manuel Agnelli, Fedez i Álvaro Soler, al capdavant de la categoria "Under Men". El 24 de juny del mateix any es va estrenar com a tercer senzill de Guardando il cielo Una Notte Ancora, compost per la mateixa Arisa juntament amb Andy Ferrara i Andrea Piras, amb qui la cantant va participar posteriorment al Festival d'Estiu 2016. Va emprendre la  Voce d'estate tour 2016.
L'11 de novembre es va llançar el senzill Una cantante di musica leggera de Tricarico, gravat a duet amb Arisa. A més d'anticipar el proper àlbum d'estudi del cantautor milanès, també anticipava la primera col·lecció del cantant, titulada Voce - The Best Of i publicada el 25 del mateix mes.

## Canvi d'etiqueta, altres activitats

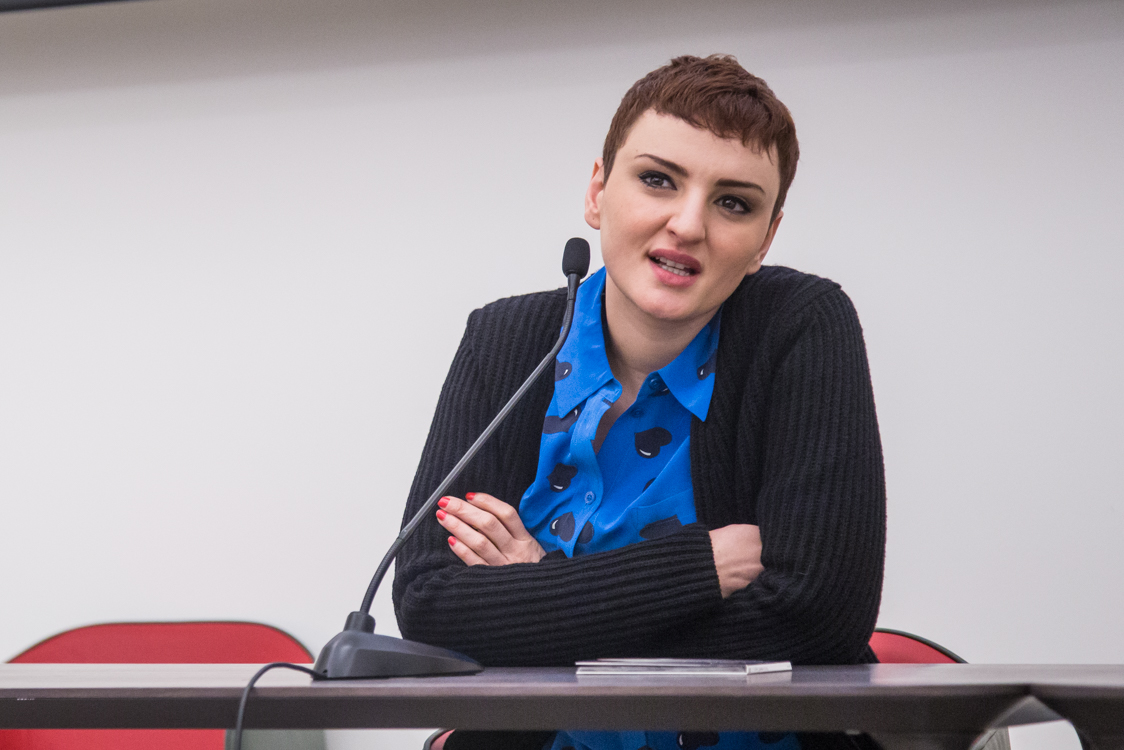
Arisa durante un event a Milà

L'11 de gener de 2017, la relació entre la cantant i Warner Music Italy va acabar després de vuit anys de col·laboració, per la manca de promoció que el segell reservava la cantant. El dia 20 del mateix mes es va publicar el disc de J-Ax i Fedez Communisti col Rolex, en el qual és present el tema Meglio Late che noi, en col·laboració amb Arisa, cançó certificada or per la FIMI per més de 25.000 còpies venudes, sense ni tan sols haver estat extretes com a única. El 17 de març es va estrenar el single Ho perso il mio amore,, escrit per Cheope, Federica Abbate i Giuseppe Anastasi, produït per Fabio Gargiulo i inclòs a la banda sonora de la pel·lícula La verità, vi spiego, sull'amore, sobre l'amor dirigida per Max Croci. La cançó va permetre a la cantant rebre una nominació per als Nastri d'argento 2017 en la categoria de millor cançó original. Al voltant de la mateixa època, la cantant es va embarcar a Voce 2017, una gira que va tenir lloc als principals teatres italians.
Els dies 19, 20 i 21 de maig l'artista va actuar a Tòquio amb motiu de l'esdeveniment Italia, amore mio! organitzat per la Cambra de Comerç Italiana al Japó.
El 16 de juny s'estrena L'esercito del selfie, un senzill debut dels productors discogràfics Takagi & Ketra que compta amb la participació vocal del cantant Lorenzo Fragola i Arisa. La cançó va ser un èxit immediat, aconseguint la quarta posició dels Top Singles i sent certificada triple platí per la FIMI per les més de 150.000 còpies venudes, consolidant-se com un dels èxits de la temporada d'estiu. Els dies 23 i 26 de juny la cantant va participar en el concert del Festival d'Estiu 2017 proposant Ho perso il mio amore i L'esercito del selfie, aquest últim presentat per primera vegada en directe. El 7 de juliol, la cantant va celebrar la primera cita de Ho perso il mio amore - la gira, que va acabar el 9 d'octubre a Casoli a la "Piazza Brigata Maiella".
El 5 d'octubre l'artista va signar un contracte de gravació amb Sugar Music, llançant l'endemà el single  Hocambiato i piani,, cançó que porta la signatura de Niccolò Agliardi i Edwyn Roberts i que figura a la banda sonora de la pel·lícula Nove lune e mezza de Michela Andreozzi, per la qual l'intèrpret va obtenir posteriorment la seva segona nominació consecutiva al Nastro d'Argento el 2018 a la millor cançó original. Més tard, més o menys a la mateixa època, la cantant va participar en la realització de la música de la pel·lícula Malarazza, cantant per primera vegada en portuguès amb la cançó O pensamento de você escrita per Giuliano Fondacaro. El 7 d'octubre, la cantant va actuar al "Master Theatre de Nova York" després de ser escollida, juntament amb Bobby Solo, com a representant d'Itàlia per a l'onzena edició del Festival de Música Italiana de Nova York.
El 10 de novembre es va estrenar la col·lecció Duets - Tutti cantano Cristina de Cristina D'Avena, que compta amb la col·laboració de la cantant bolonyesa i Arisa en el tema Magica, magica Emi, el tema musical de la sèrie de televisió homònima. El 19 de novembre, la cantant va fer un concert a Kuwait al final de la setmana italiana organitzada per l'ambaixada italiana. En el mateix període l'artista va tornar a treballar per a la banda sonora d'una pel·lícula, gravant la peça en dialecte napolità Vasame, escrita per Enzo Gragnaniello per a la pel·lícula Napoli velata de Ferzan Özpetek i estrenada com a single el 29 de desembre.
El 9 de febrer de 2018 Arisa va ser convidada del 68è Festival de Sanremo per donar suport a Giovanni Caccamo a la cançó Eterno, amb motiu de la vetllada dedicada als duets. Posteriorment, els dies 5 i 12 de maig va ocupar temporalment el paper de jutge de la comissió externa per al cinquè i sisè episodi de la dissetena edició del "talent show" Amici di Maria De Filippi, en substitució de l'actor Marco Bocci.

## Una nova Rosalba a la ciutat
El 21 de desembre de 2018, durant el programa de "Sanremo Giovani", es va anunciar la seva participació al Festival de Sanremo 2019 amb la cançó Mi sento bene. Durant la vetllada dedicada als duets, l'artista va interpretar el tema de Sanremo juntament amb el cantant britànic Tony Hadley, flanquejant també la companyia de dansa acrobàtica Kataklò, que va vetllar per la coreografia de l'actuació. Més tard, l'últim vespre de la "kermesse", l'Arisa, malgrat les seves precàries condicions de salut, a causa d'una febre sobtada, també va decidir provar-se a la prova de cant, acabant finalment en vuitena posició.
El 8 de febrer de 2019 es va publicar el sisè àlbum Una nuova Rosalba in città, el primer amb Sugar Music. El mateix dia, el segell anterior de l'artista, Warner Music Italy, va llançar la col·lecció Controvento - The Best Of, amb motiu dels seus primers deu anys de carrera. El 22 de febrer es comercialitza el single benèfic C'è da fare del supergrup "Kessisoglu & Friends per Gènova", al qual Arisa es va unir amb vint-i-quatre artistes italians més amb l'objectiu de recaptar fons per a la comunitat de Gènova afectada per la tragèdia de l'enfonsament del viaducte de Polcevera el 14 d'agost de 2018.
El març de 2019 va ser convidada al programa "Centocittà" de Rai Radio 1, on va descriure el lloc de Pignola. A partir del 26 de març, la cantant es va dedicar a una nova gira, anomenada Una nuova Rosalba nei club, que veu actuar per primera vegada en discoteques dedicades a la música en directe, on va tenir l'oportunitat de tornar a proposar el seu repertori en una clau electrònica inèdita, de manera coherent amb els sons del seu darrer projecte discogràfic. La gira, que va començar al "Afterlife Live Club de Perusa", va acabar l'11 d'abril a la "Latteria Molloy", a Brescia. La promoció dUna nuova Rosalba in città va continuar posteriorment amb l'extracció del single del mateix nom, escrit pel duet musical Viito i publicat el 12 d'abril. En el mateix període, l'artista va col·laborar amb Alberto Urso en la cançó Guarda che luna, una versió de la cançó interpretada originalment per Fred Buscaglione i continguda a l'àlbum debut del tenor, Solo, publicat el 10 de maig.
El 30 de maig va participar en la semifinal de la sisena edició del programa La veu d'Itàlia com a presentadora especial de l'equip dirigit per Elettra Lamborghini. A més, el 4 de juny va ser convidada de l'episodi final del programa de talents de Rai 2 durant el qual va estrenar Tam Tam, extret com a tercer senzill dUna nuova Rosalba in città el 14 de juny.
El 7 de juny es va llançar al mercat el single DJ de m****  de "Lo Stato Sociale", amb la participació vocal de la cantant i raper Myss Keta. El 15 de juny va començar una nova gira de Rosalba a la ciutat, la data zero de la qual va tenir lloc al centre comercial "Due Mari de Maida", i després va acabar el 13 de setembre a Seccagrande, on va fer un concert al passeig marítim.
El 13 de novembre, juntament amb Rossella Brescia, Luciano Mattia Cannito, Nino Frassica i Giuseppe Vessicchio, va fer el paper de jutge de la quarta edició del talent show Prodigi - Music is life.
Del 10 al 17 de gener de 2020 l'artista va participar en la primera edició del talent show Il cantante mascherato disfressada de caniche, quedant eliminada durant el segon episodi i passant a ocupar la setena posició del rànquing final. Mentrestant, el 24 de gener el single Rincontrarsi un giorno a Milano del duo indie pop La Scapigliatura, gravat en col·laboració amb Arisa, va entrar en rotació radiofònica.
L'any també es va obrir per a l'artista amb l'exclusió del Festival de Sanremo 2020, per la similitud temàtica entre la cançó proposada pel cantant i la cançó Come mia madre de Giordana Angi, aquesta última preferida pel director artístic, Amadeus, per al festival Arisa, però, el 6 de febrer va tornar de nou a l'escenari del teatre Ariston com a convidada, a duet amb Marco Masini a la nit anomenada Sanremo 70, dedicada a l'homenatge de les cançons que han format part de la història de l'esdeveniment, amb una portada de les festes romanes del Matia Bazar. El mateix any la cantant va ser escollida per Walt Disney per compondre la banda sonora italiana de la pel·lícula Lilli e il vagabondo (en català La dama i el rodamón de Charlie Bean, gravant la cançó È un briccone, interpretada originalment en la versió anglesa per Janelle Monáe i doblant així el personatge, Gilda a la part cantada.
Posteriorment Arisa va participar en el supergrup italià "Allstars 4 Life" que va reunir més de cinquanta artistes italians per a l'enregistrament de la cançó Ma il cielo è sempre blu, una versió coral de la cançó de Rino Gaetano. Els ingressos del senzill, llançat el 8 de maig, van ser donats a la Creu Roja Italiana per donar suport a "Il Tempo della Gentilezza", un projecte per donar suport a les persones més vulnerables afectades per la pandèmia COVID-19 2019-2021. Per la mateixa causa, el 15 de maig va estrenar, juntament amb el cantautor Manupuma, el single benèfic Nucleare, els ingressos del qual van ser donats en suport a la iniciativa Maternitat Covid-19 de la Fundació Francesca Rava.

## Compromisos televisius, Ero romàntic
Després d'acabar també la relació amb Sugar Music, la cantant va fundar el seu propi segell discogràfic independent, Pipshow, amb el qual va debutar llançant el senzill Ricominciare Ancora, que va entrar a la rotació radiofònica a partir del 24 de juliol de 2020. Del 14 de novembre al 15 de maig va participar en la vintena edició del "talent show" Amici di Maria De Filippi com a professora i membre de la comissió de cant, juntament amb Anna Pettinelli i Rudy Zerbi. Durant la fase nocturna de l'emissió, flanquejada per Lorella Cuccarini, va dirigir l'equip Arisa-Cuccarini. El 16 de novembre, a la Fabrique de Milà, Arisa va participar, amb altres artistes italians, entre ells Ketama126, Noemi i Morgan, a "LENNON80", un concert benèfic retransmès en directe per celebrar el 80è aniversari del naixement de John Lennon.
Del 2 al 6 de març de 2021 la cantant va participar al 71è Festival de Sanremo, quedant en el lloc desè a la competició amb la cançó Potevi fare di più escrita per Gigi D'Alessio. Durant la tercera vetllada, anomenada Cançó de l'autor, dedicada a l'homenatge de les cançons que han format part de la història de la música italiana, Arisa va acollir Michele Bravi amb qui va reinterpretar Quando di Pino Daniele, una versió publicada posteriorment com a single a 6 de març.
El 23 d'abril es va publicar el senzill Ortica, escrita íntegrament per la cantant; la cançó es va presentar en directe l'endemà durant el sisè episodi de la vetllada d'Amici di Maria De Filippi, acompanyat pel ballarí del seu equip Alessandro Cavallo. El 28 de maig es va estrenar el senzill Coro Azzurro de Gli Autogol i Dj Matrix que compta amb la participació vocal del cantant i raper Ludwig. El 9 de juliol, la cantant va llançar el senzill Psyco. Paral·lelament, partint del Lazzaretto de Bèrgam, s'embarca en l'Ortica Special Tour, tornant a actuar a les places i als teatres a l'aire lliure d'Itàlia entre el 27 de juny i el 27 d'agost. Mentrestant també va ocupar el paper de padrina i presidenta del jurat de la setzena edició del Premi Bianca d'Aponte, celebrada a Aversa entre el 14 i el 15 de juliol. El 10 de setembre va participar en els "SEAT Music Awards 2021", actuant amb les cançons Coro Azzurro i Psyco. Després va tornar a l'escenari de l'Arena de Verona el 21 de setembre, per a l'acte "Invito al viaggio - Concerto per Franco Battiato", en memòria del cantautor sicilià, inaugurant la vetllada amb una reinterpretació de Perduto amore..
Del 16 d'octubre al 19 de desembre va participar com a competidor a la setzena edició del "talent show" Ballando con le stelle, en combinació amb el ballarí Vito Coppola, guanyant la vetllada final. Coincidint amb l'emissió televisiva, el 4 de novembre va estrenar el senzill Swings, realitzat amb la participació del duo de pop country angloamericà Brown & Gray.

El 26 de novembre Arisa va publicar el setè àlbum Ero Romantica, que conté a la llista de cançons tots els senzills disponibles durant l'any. Pel que fa a les qüestions tractades a l'àlbum, la mateixa artista va afirmar:
| « | El meu proper disc contindrà històries d'éssers humans imperfectes, les descrites més als llibres que a les cançons. Com a Psico, i com a Ortica que finalment es fa justícia per ser abandonada i deshonrada pel seu home. Qui m'estima segueix-me. Vull ser artista, l'artista també descriu la crua realitat. Si volia agradar a tothom, em deien Nutella, en canvi em dic Rosalba Pippa i això ja ho diu tot. | » |

Cuore, publicat el 17 de desembre, també va ser extret del disc.

## Nous projectes
A finals de 2021 Arisa va presentar una cançó inèdita a la comissió artística del 72è Festival de Sanremo, però no va ser seleccionada per al concurs. En tot cas, va ser convidada de l'acte durant dues tardes: el 2 de febrer, el cantant Until Dawn, va desafiar Malika Ayane amb la cançó Un po' più in là,, promovent el llançament de la votació de l'himne oficial dels Jocs Olímpics d'Hivern de 2026, mentre que l'endemà va participar en la vetllada dedicada al duet de portades amb AKA 7even a Cambiare d'Alex Baroni.
A partir de l'11 de febrer, ha estat jurat de la tercera edició del programa de televisió Il cantante mascherato. Al voltant de la mateixa època, va llançar el senzill Verosimile, el tema principal de la sèrie de televisió "Fedeltà". El 5 de març, durant el programa Affari Tuoi - Formato famiglia, Amadeus va anunciar la victòria de la cançó interpretada per Arisa, Fino all'alba, com a himne oficial dels XXV Jocs Olímpics d'Hivern. El 13 de març, la cantant va interpretar l'himne italià durant la cerimònia de clausura dels XXIII Jocs Paralímpics d'Hivern, a l'Estadi Nacional de Pequín, per marcar el pas del relleu amb la propera edició italiana. El 12 de maig va tornar a cantar l'himne italià a l'Estadi Olímpic de Roma, amb motiu de la final de la Copa d'Itàlia 2021-2022 entre la Juventus i l'Inter.
Durant l'any també va col·laborar amb Bianca Atzei a la cançó Le stelle (dedicada a Veronica), amb Mondo Marcio al senzill Fiori e fango, publicat el 17 de juny, i amb Paolo Belli a la portada de jazz de Vorrei incontrarti fra cent'anni de Ron i Tosca (contingut de la música que ens envolta).
Durant la temporada d'estiu va tenir lloc lEro Romantica Little Summer Tour, durant el qual la cantant va actuar per diferents ciutats de la Península. Paral·lelament, el 8 de juliol de 2022 va publicar el senzill Tu mi perdición, cantat en castellà.
Després va tornar al repartiment de Amici di Maria De Filippi, emès del 18 de setembre al 12 de març de 2023, reapareixent a la pantalla petita com a professora de cant dels "Amici di Maria De Filippi (vint -segona edició, fase inicial)" del programa al costat de Lorella Cuccarini i Rudy Zerbi.
El 5 de maig de 2023 va llançar el senzill Non Vando Via.

## Discografia
Àlbum d'estudi
- 2009 – Sincerità
- 2010 – Malamorenò
- 2012 – Amami
- 2014 – Se vedo te
- 2016 – Guardando il cielo
- 2019 – Una nuova Rosalba in città
- 2021 – Ero romantica

Àlbum en viu
- 2012 – Amami Tour

Col·leccions
- 2016 – Voce - The Best Of
- 2019 – Controvento - The Best Of

## Filmografia
| - Tutta colpa della musica, direcció de Ricky Tognazzi (2011) - La peggior settimana della mia vita, direcció de Alessandro Genovesi (2011) - Colpi di fulmine, direcció de Neri Parenti (2012) - La verità, vi spiego, sull'amore, direcció de Max Croci (2017) - Nove lune e mezza, direcció de Michela Andreozzi (2017) Doblatge - Lucille in Un mostro a Parigi - Lucy Wilde in Cattivissimo me 2, Cattivissimo me 3 - Gloria in Barry, Gloria e i Disco Worms - Gilda (parte cantanta) in Lilli e il vagabondo | Televisió - Victor Victoria - Niente è come sembra (2010) - X Factor (2011-2012, 2016) - Festival di Sanremo (2015) - Monte Bianco - Sfida verticale (2015) - Amici di Maria De Filippi (2018; 2020-2021; dal 2022) - Prodigi - La musica è vita (2019) - Il cantante mascherato (2020, 2022) - Name That Tune - Indovina la canzone (2020, 2022) - Ballando con le stelle (2021) |

## Obres literàries
- Il paradiso non è un granché. Storia di un motivetto orecchiabile (Arnoldo Mondadori Editore, 2012)
- Tu eri tutto per me (Arnoldo Mondadori Editore, 2014)

## Agraiments
- 2008 – Vincitrice di SanremoLab[153]
- 2009 – Vincitrice del Festival di Sanremo 2009 nella Categoria Nuove Proposte[154]
- 2009 – Premio Assomusica Casa Sanremo al Festival di Sanremo 2009[155]
- 2009 – Premio della Critica del Festival della canzone italiana "Mia Martini"[156]
- 2009 – Wind Music Award come giovane rivelazione dell'anno[157]
- 2009 – Venice Music Awards come Miglior rivelazione sanremese
- 2012 – Premio Lunezia per Sanremo - Big - per il valore Musical-Letterario del brano La notte[158]
- 2012 – premio Sala Stampa del Festival di Sanremo 2012
- 2014 – Vincitrice del Festival di Sanremo 2014 con la canzone Controvento
- 2014 – Vincitrice del Music Awards 2014 come "Digital Song Platino" per la canzone Controvento
- 2015 – Targa nella Strada del Festival di Sanremo in Via Matteotti a Sanremo, per il brano Controvento
- 2015 – Premio TV - Premio regia televisiva 2015 nella categoria Miglior Programma TV per il Festival di Sanremo 2015
- 2016 – Premio Lunezia Premio Stil Novo per l'album Guardando il cielo
- 2020 – Magna Grecia Awards per il brano benefico Nucleare a favore del progetto "Maternità COVID-19"[159]